# Brobergsgade
Brobergsgade er en gade mellem Overgaden og Burmeistersgade på Christianshavn, opkaldt efter handelsmanden og rederen Christian August Broberg (1811–1886). Broberg var en fremtrædende erhvervsmand, der drev en rederivirksomhed i Strandgade på Christianshavn og desuden var medlem af Folketinget.
Hans rederi importerede blandt andet kaffe fra Rio de Janeiro, og han opnåede anerkendelse i hele Europa for sine handelsmæssige evner. Virksomheden blev dog ramt af en økonomisk krise i 1870’erne, hvilket førte til dens lukning.
Udover sin erhvervskarriere ejede Broberg landstedet Havslunde, beliggende ved Strandvejen nord for Taarbæk.
Brobergsgade er en del af det såkaldte “Alladin-kvarter”.